# Simon Kooke
Simon Petrus Johannes Kooke (Rotterdam 13 augustus 1915 – 's-Hertogenbosch, 3 maart 1996) was een Nederlands violist.
Hij was zoon van Maria Aleijdis Tournier en Simon Petrus Johannes Kooke. Hijzelf was getrouwd met Francisca Victorina (Françoise) Troupin.
Hij kreeg zijn muziekopleiding in de jaren dertig aan het Rotterdams Conservatorium van Jos Holthaus. Ook Oskar Back was een docent van hem.
Hij werd achtereenvolgend violist in het Rotterdams Philharmonisch Orkest en het Haarlemse Orkest Vereniging (2e concertmeester). Hij was tevens enige tijd violist bij de Nederlandse Kamer Opera toen hij op 1 september 1944 werd benoemd tot eerste concertmeester van de Arnhemsche Orkest Vereeniging. Hij was opvolger van Jan Bleumers, die naar het Rotterdams Philharmonisch Orkest vertrok; Bleumers was weer de opvolger van Herman Krebbers. Hij zou de functie tussen 1945 en 1973 bekleden, behalve in de periode 1948-1954.  Met de komst van de nieuwe naam Het Gelders Orkest in 1949 stelde het orkest een nieuwe dirigent en concertmeester aan. Hertha Ellegiers bleef echter maar een korte periode, waarna Kooke weer de taak overnam. Kooke speelde in die tussenliggende jaren in het Brabants Orkest, waar ook de functie van concertmeester in het vooruitzicht lag. Eenmaal terug in Arnhem werd hij in 1970 hoofdleraar viool aan het Stedelijk Muzieklyceum Amsterdam, waarvoor hij ook in examencommissies zat. In juni 1973 moest hij de functie in Arnhem vanwege gezondheidsperikelen neerleggen. Hij bleef tot zijn pensioen in 1980 lesgeven aan dat muzieklyceum en trok zich toen langzamerhand uit het muziekleven terug. Daarna gaf hij nog enkele jaren privéles.